# Oregon-Petition
Die Oregon-Petition ist die gebräuchliche Bezeichnung für eine Erklärung gegen das Kyoto-Protokoll als Teil der Klimaschutzpolitik, die vom Oregon Institute of Science and Medicine (OISM) 1999 herausgegeben wurde. Erstellt wurde das Schreiben von dem OISM-Vorsitzenden Frederick Seitz, einem Mitbegründer des konservativen Think-Tanks George C. Marshall Institute, der zugleich zu den bedeutendsten Wissenschaftlern in den USA gezählt wird, die die menschengemachte globale Erwärmung leugnen.
Die Petition wird als eine politische Desinformationskampagne betrachtet, die das Ziel hatte, die Öffentlichkeit hinsichtlich der Erkenntnisse der Klimaforschung und des wissenschaftlichen Konsenses bezüglich der globalen Erwärmung zu verwirren. Die Oregon-Petition wird von Klimaskeptikern und insbesondere der organisierten Klimawandelleugnerindustrie häufig als Beispiel für eine angeblich existierende große Unsicherheit in der Wissenschaft bezüglich des menschlichen Einflusses auf die globale Erwärmung angeführt. Tatsächlich stammen die Unterschriften fast ausschließlich von Fachfremden; nur etwa 0,5 % der Unterzeichner verfügen über einen wissenschaftlichen Hintergrund in Atmosphärenwissenschaften oder Klimatologie. Daher gilt die Oregon-Petition als typisches Beispiel für die seit den 1970er Jahren zunächst von der Tabakindustrie eingesetzte Strategie, falsche Experten für eigennützige Zwecke anzuführen.

## Entstehung und Unterschriften
Die Petition entstand unter Federführung von Frederick Seitz und wurde später von Arthur B. Robinson reviewt, die beide keine Klimaforscher sind. Anschließend wurde sie von Robinsons Institute of Science and Medicine sowie dem Heartland Institute verbreitet. Der Petition beigefügt war eine „Informationsübersicht“, die von Arthur B. Robinson, Noah E. Robinson und Willie Soon verfasst worden war und die optisch bewusst wie ein Fachaufsatz in der hochrangigen Fachzeitschrift Proceedings of the National Academy of Sciences (PNAS) gestaltet war. Diese optisch bewusst irreführend gestaltete Beilage fügte schließlich Frederick Seitz der Petition bei und warb zugleich mit seinem Namen und seiner früheren Rolle als Präsident der National Academy of Sciences (NAS) für weitere Unterschriften. Das Vorgehen wurde von der NAS verurteilt, die ihrem ehemaligen Vorsitzenden in einer beispiellosen Antwort vorsätzliche Täuschung vorwarf und betonte, dass sich die Meinung von Seitz stark von der Position der Wissenschaft unterschied. Zudem stellt die Academy aufgrund der zahlreichen Anfragen ausdrücklich klar, dass sie nicht an der Petition beteiligt war und dem Inhalt ganz und gar widerspricht. Der Autor Brian Angliss hat zudem darauf hingewiesen, dass gemäß der OISM-Internetseite „jede Person, die einen Bachelor-, Master- oder Doktortitel in einem mit den Naturwissenschaften verwandten Fach hält, als Wissenschaftler“ gilt. Allein seit dem Schuljahr 1970/1971 hat es demnach in den USA rund 10,6 Millionen Absolventen gegeben, die den Kriterien der Oregon-Petition für Wissenschaftler entsprechen.
Die Petition wurde nach OISM-Angaben rund 31.000 mal unterzeichnet.  Darunter befinden sich neben zahlreichen originären Unterstützungen auch doppelte Einträge, Namen von Personen, die sich an eine Unterzeichnung nicht erinnern können, sowie offensichtliche Spaßeinträge. Unter anderem wurden manche Namen auch mit betrügerischer Absicht in der Unterschriftenliste aufgenommen. Beispiele hierfür sind die Spice Girls, der bereits 1882 verstorbene Charles Darwin sowie fiktive Charaktere aus den Serien M*A*S*H und Star Wars.
Das Klimaportal Klimafakten.de ermittelte im Jahr 2018 in einem Faktencheck, dass von den rund 31.000 Unterzeichnern lediglich 39 Personen aktiv in der Klimaforschung tätig seien.  Bereits 2006 hatte das Magazin Scientific American versucht, anhand einer nicht repräsentativen Stichprobe von 30 der 1.400 Unterzeichnenden, die in einem Fach, das mit Klimaforschung zu tun hat, promoviert haben, herauszufinden, wie viele Klimawissenschaftler die Petition tatsächlich unterzeichnet haben. 11 dieser 30 gaben an, immer noch die Petition zu unterstützen, während 6 ihre Unterstützung heute nicht mehr geben würden und der Rest sich entweder nicht an die Petition erinnern konnte, nicht auffindbar oder gestorben war. Daraus schätzte das Magazin, dass grob vielleicht nur 200 Unterzeichner der Petition an der Klimaforschung beteiligte Personen gewesen seien.
Inhaltlich wurde die Oregon-Petition von Klimaforschern zurückgewiesen. In einem Meinungsbeitrag für die New York Times kritisierten beispielsweise der Physiker John Holdren und der Ökologe George Woodwell neben der zweifelhaften Authentizität der Unterschriften, dass das 8-seitige Abstract zum angeblich neuesten Forschungsstand, das die Petition begleitete, voller Fehler und Verdrehungen gewesen sei und Frederick Seitz keine Expertise in Klimafragen besitze.

## Text
Der Originaltext des Aufrufes:

„Global Warming Petition
We urge the United States government to reject the global warming agreement that was written in Kyoto, Japan in December, 1997, and any other similar proposals. The proposed limits on greenhouse gases would harm the environment, hinder the advance of science and technology, and damage the health and welfare of mankind.
There is no convincing scientific evidence that human release of carbon dioxide, methane, or other greenhouse gasses is causing or will, in the foreseeable future, cause catastrophic heating of the Earth's atmosphere and disruption of the Earth's climate. Moreover, there is substantial scientific evidence that increases in atmospheric carbon dioxide produce many beneficial effects upon the natural plant and animal environments of the Earth.“

Übersetzung:

„Global Warming Petition (Erklärung zur globalen Erwärmung)
Wir richten die eindringliche Bitte an die Regierung der Vereinigten Staaten von Amerika, die Kyoto-Vereinbarung von 1997 und jedwede ähnliche Erklärung nicht zu unterzeichnen. Die vorgeschlagenen Begrenzungen von Treibhausgas-Emissionen würden der Umwelt schaden, den Fortschritt in Wissenschaft und Technologie hemmen und Gesundheit und Wohlergehen der Menschheit schädigen.
Es gibt keinen überzeugenden wissenschaftlichen Nachweis, dass menschengemachtes CO2, Methan oder andere Treibhausgase heute oder in absehbarer Zukunft eine katastrophale Erwärmung der Erdatmosphäre und eine Umwälzung des Erdklimas bewirken. Darüber hinaus ist wissenschaftlich eindeutig belegt, dass eine CO2-Zunahme in der Atmosphäre viele positive Auswirkungen auf die natürliche Pflanzen- und Tierwelt erbringt.“

## Mediale Verbreitung
Klimawandelleugner führen die Petition noch heute als vermeintlichen „Beleg“ dafür an, dass es unter Klimaforschern keine Einigkeit über die Existenz der menschengemachten globalen Erwärmung gebe.  Obwohl bereits 1999 entstanden, wird die Oregon-Petition immer wieder von Online-Plattformen neu aufgriffen und anschließend über soziale Medien stark verbreitet. Ein im September 2016 erschienener Fake-News-Artikel von YourNewsWire.com, bei dem die Oregon-Petition als Beleg dafür angeführt wurde, dass der menschengemachte Klimawandel ein Schwindel sei, wurde beispielsweise binnen eines halben Jahres über 600.000 Mal bei Facebook geteilt. Damit war dieser Artikel trotz dieser Falschbehauptung in den sozialen Medien einer der populärsten Klimaartikel des Jahres 2016. Die Petition dient zudem als Beispiel für weitere ähnliche Aktionen.
Die Inhalte der Petition wurden teilweise auch von der 2019 von Clintel lancierten Deklaration There is no climate emergency übernommen, die ebenfalls als Desinformationskampagne betrachtet wird, die die Öffentlichkeit hinsichtlich des überwältigenden wissenschaftlichen Konsenses bezüglich der menschengemachten globalen Erwärmung irreführen soll.